# Phyllanthus unifoliatus
Phyllanthus unifoliatus är en emblikaväxtart som beskrevs av Maurice Schmid. Phyllanthus unifoliatus ingår i släktet Phyllanthus och familjen emblikaväxter. IUCN kategoriserar arten globalt som starkt hotad. Inga underarter finns listade i Catalogue of Life.